# Bélkalocsa
Bélkalocsa (Călacea), település Romániában, a Partiumban, Bihar megyében.

## Fekvése
Tenkétől délre, Alsóbarakony és Ökrös közt fekvő település.

## Története
Bélkalocsa, Kalocsa Árpád-kori település. Nevét már 1214-ben v. Colosa néven említette oklevél. 1314-ben Kalacha, 1515-ben Kalocha, 1552-ben Kalochya, 1587-ben Kaloczia, 1808-ban Kalácsa, 1913-ban Bélkalocsa néven írták.
A település nevét már 1344-ben Kalocsa néven, már mint a váradi püspök birtokát említették. János váradi püspök egyik 1386-ban kelt levelét is innen keltezte. Elejétől fogva a püspöki uradalomhoz tartozott. Az 1300-as évek elején már a Váraskeszi Lépesek birtokaként említették.
1851-ben Fényes Elek írta a településről: „Bihar vármegyében, dombos helyen, 718 óhitü lakossal, s anyatemplommal. Határa 3183 hold, ... Birja a váradi deák püspök s a béli uradalomhoz tartozik.”
1910-ben 911 lakosából 866 román, 39 magyar volt. Ebből 781 görögkeleti ortodox, 15 református, 14 római katolikus volt.
A trianoni békeszerződés előtt Bihar vármegye Béli járásához tartozott.

## Nevezetességek
- Görög keleti temploma 1800 körül épült.